# Nicolas Haxo
Nicolas Haxo   (Étival-Clairefontaine, 7 de juny de 1749 - Les Clouzeaux, 20 de març de 1794) fou un general de brigada de la Revolució Francesa.
En el moment de la Revolució Francesa, va ser nomenat comandant de la Guàrdia Nacional de Saint-Dié, i, més tard, el vam veure president del tribunal de Saint-Dié; però, quan les fronteres van ser amenaçades, es va allistar als primers batallons voluntaris el 1791, i al capdavant del 3r dels Vosges que va nomenar el seu comandant, va fer, amb distinció, les primeres campanyes de la Revolució, primer al Rin, després a Vendée; la seva valentia i habilitat el van elevar ràpidament al rang de general de la divisió. A la Segona batalla de Cholet (17 d'octubre de 1793), la seva composició i la precisió de les seves maniobres van portar a la victòria, tot i estava disposada a escapar dels republicans. A ell se li deu el 1794, capturar Noirmoutier.
Va morir amb les armes a la mà, esclafat pel gran nombre d'enemics, a la batalla de Clouzeaux. Un decret de la Convenció del 28 d'abril de 1794 va ordenar que el seu nom fos inscrit en una columna de marbre al Panteó.

## Biografia
Era fill de Benoît Haxo, vocal i secretari del seigneury d'Etival, i de Marie-Madeleine Rosières. Quan el seu pare va morir el 20 de novembre de 1761, va anar a viure amb el seu oncle François Haxo a Saint-Dié-des-Vosges. Va continuar estudis en un establiment de la ciutat i, contràriament al seu entorn, va cap a la carrera militar. Es va allistar el 21 de febrer de 1768 a Estrasburg al regiment d'infanteria Touraine. Va ser a Verdun que va ser desmobilitzat el 21 de febrer de 1777, després de nou anys de servei, amb el rang de sergent-furriel. Es va retirar a Saint-Dié on va ser nomenat assessor de Bailiwick.
El 1789, Nicolas Haxo va ser nomenat comandant del batalló de la Guàrdia Nacional de Saint-Dié. El 7 de març de 1790, a l'assemblea de les guàrdies nacionals de Vosges, va ser escollit general major. L'1 de juny de 1790 fou elegit segon dels 36 membres del consell general del departament.
1791, la nació necessita voluntaris. Nicolas Haxo, s'apunta a la primera. El 30 d'agost de 1791 a Rambervillers, el batalló format per voluntaris dels districtes de Rambervillers, Saint-Dié, Bruyères i el Principat de Salm es va reunir per triar un líder. Nicolas Haxo és elegit tinent-coronel al capdavant del 3r batalló de les Vosges. Aquesta unitat ocuparà la guarnició a Obernai del 4 d'octubre de 1791 al 28 de març de 1792. Després passarà a Estrasburg, després a Phalsbourg. Com a part de l'exèrcit del Rin comandat per Adam Philippe de Custine, el batalló dels Vosges participa en els combats de Landau, Spiers, Magúncia i Frankfurt.
Durant aquesta campanya, 20.000 soldats francesos, inclòs el batalló dels Vosges, es van veure envoltats a la ciutat de Magúncia i van ser objecte d'un terrible setge. La guarnició sota el comandament de Kléber i Aubert du Bayet va intentar desvincular-se; Haxo té una conducta exemplar. Va ser nomenat cap de brigada el 29 de juny. La tropa, delmada per les malalties i els bombardejos, capitula el 23 de juliol. Es tracta d'una capitulació amb els honors de la guerra, amb la condició de no reprendre el combat contra els exèrcits de la coalició durant un any.
Va ser nomenat general de brigada el 17 d'agost de 1793. Incapaçitat de combatre enemics de l'exterior, aquest exèrcit, que va ser anomenat exèrcit dels Mayençais, coneixeria altres llocs per il·lustrar-los. Carnot l'enviarà a la Vendée militar per combatre els habitants insurgents contra la República. El conjunt de Vendée és insurgent i les tropes republicanes, mal ordenades, només han sofert revessos fins aleshores. Haxo es va distingir a la Segona batalla de Cholet (17 d'octubre de 1793), que va ser una victòria republicana. Però l'arribada dels Mayençais és poc apreciada pels líders del lloc, i aquests ressentiments de vegades tindran conseqüències perjudicials per a les operacions militars. Fins i tot Haxo i els generals de Marigny seran destituïts després d'una denúncia al Comitè de Seguretat Pública. Van ser acusats de reialisme. Aquesta decisió va ser retirada a finals de novembre de 1793.

Haxo té la missió de reduir i capturar Charette, líder dels insurgents a Basse-Vendée. Va dirigir una expedició per reprendre l'illa de Noirmoutier, a peu de Charette. Serà la seva més bella gesta d'armes (batalla de Noirmoutier). El 3 de gener de 1794, l'illa va ser presa, però Charette ja no hi era. Els enviats insurgents van venir a Haxo per negociar la seva rendició. El general pronuncia la seva paraula: 
| « | <"Jo manco els francesos contra els francesos revoltats i com que puc estalviar la sang els uns dels altres, et dic que prometo la meva vida als reialistes que es rendiran"> | » |

. Considerat un oficial lleial, els venèndes es van rendir. Independentment de la paraula dada, els oficials governamentals Pierre-Louis Prieur, Louis Turreau i Pierre Bourbotte van executar a tota la guarnició o 1.800 persones, inclòs el general vendès Maurice D'Elbée. Haxo protestà en va.
Aleshores, Haxo participa en el pla del general Turreau, autor de les columnes infernals, que té com a objectiu posar fi a la insurrecció a la Vendée militar mitjançant una política de terra arrabassada. A l'est, Turreau prengué el comandament personal de sis divisions dividides en onze columnes, mentre que a l'oest Haxo, que fins ara havia perseguit Charette a les costes, era l'encarregat de formar vuit columnes més petites, cadascuna d'elles de centenars d'homes i van cap a l'est per trobar-se amb els altres dotze. Des del 23 de gener, el representant de Laignelot denuncia a la Convenció les massacres comeses als voltants de Challans per les tropes d'Haxo, però la seva carta no provoca cap reacció.
Mentre que a principis de 1794, la insurrecció a Vendée va aparèixer en mala forma, les columnes infernals, a causa del terror total que els inculca (tocant tant als habitants reialistes com republicans), van empènyer els camperols a unir-se al camp dels insurgents i donar-los un nou impuls. Haxo continua perseguint Charette sense obeir les ordres bàrbares de Turreau: "No som soldats botxins!" Recull per exemple la casa pairal de Charette a Fonteclose.
El 21 de març de 1794, a la capçalera d'una columna de 300 homes, Haxo va trobar a Charette prop del poble de Clouzeaux. En iniciar-se la contesa, Haxo, que va pujar a la torre de l'església, va resultar ferit al braç dret per un tret de fussell. Els republicans intenten sortir-ne, però els vendeans són massa nombrosos. Haxo està aïllat del seus, va haver d'abandonar el seu cavall. Perseguit la cavalleria vendeana, una nova ferida a la cuixa el va immobilitzar. Recolzat per una alzina, s'està de cap amb el sabre fins que el tinent de la Vendée, Arnauld l'acaba amb un tret. Es diu que Charette va declarar "Quina llàstima haver matat un home tan bo".
Haxo va morir sense testimonis republicans. Turreau, que no havia proporcionat tota l'assistència necessària, no dubta a declarar que es va suïcidar per escapar de l'enemic. Aquesta versió fins i tot es considerarà oficial durant molt de temps. Es diu que el cos del general Haxo va ser enterrat en un camp proper a la mansió de La Gautronnière (comuna de Clouzeaux) i suposadament un ginebre va ser plantat a la seva tomba. Però aquest enterrament va desaparèixer cap a la dècada de 1890, mantenint així una mica més la llegenda que envoltava el final de Haxo. El nom de Nicolas Haxo apareix a les taules de bronze del Museu de Versalles amb els d'altres generals que van morir al camp d'honor.

## Font parcial
- "Nicolas Haxo", a Charles Mullié, Biografia de celebritats militars dels exèrcits terrestres i marítims de 1789 a 1850, 1852